# Вани (Франция)
Вани́ (фр. Vany) — коммуна во французском департаменте Мозель региона Лотарингия. Входит в кантон Монтиньи-ле-Мец. 

## География

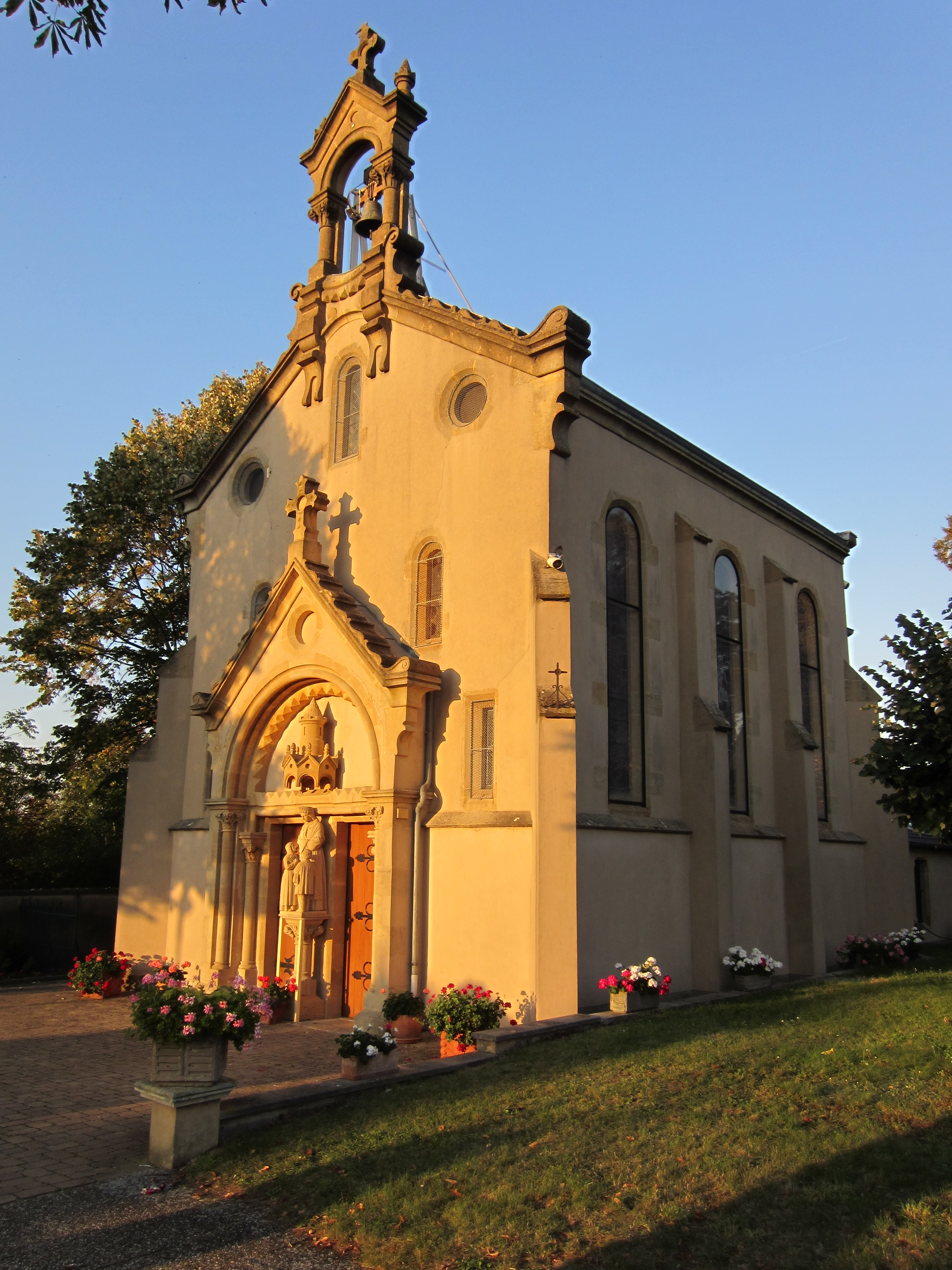
Часовня Нотр-Дам-де-ла-Солетт.

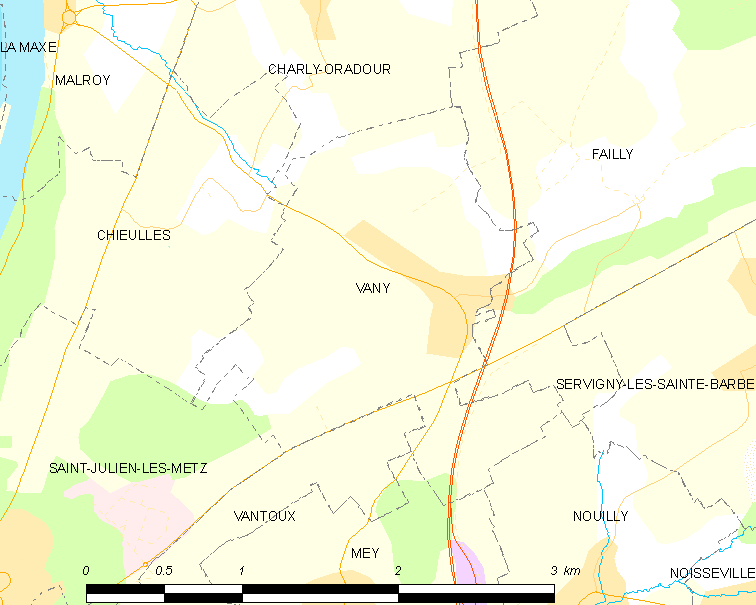
Вани на карте Франции.

Вани расположен в 280 км к востоку от Парижа и в 7 км к северо-западу от Меца. 

## История
- Владение От-Шмен мозельских земель, местопребывание сеньора.
- В 1819 году к Вани был присоединён Виллер-л'Орм.

## Демография
По переписи 2011 года в коммуне проживало 330 человек. 

## Достопримечательности
- Замок, сооружён в 1824 году.
- Лавуар.
- Старинный дом с колоннами.